# 플레우로코엘루스
플레우로코엘루스(Pleurocoelus)는 중생대 백악기 전기, 오늘날 북아메리카대륙에서 주로 서식한 4족보행의 초식공룡이다. '용반류'-'브라키오사우루스과'에 속한다. 학명의 의미는 "움푹 패인 측면"으로, 이를 중국에서는 '側空龍'로 부르기도 한다. 전체 몸 길이는 약6m~9m, 체중은 20t~40t정도 나갔을 것으로 추정된다. 화석은 미국, 아프리카 등에서 발견되었다.